# Char B1
Char B1 var en fransk tung stridsvagn från andra världskriget. Omkring 400 av dessa stridsvagnar i olika varianter, tillverkades åren 1937–1940. Char B1 var samtidigt en mycket modern, och en omodern stridsvagn. Den var kraftigt bepansrad men hämmades av komplex och ömtålig teknik, chassimonterad huvudbeväpning, och framförallt dålig taktisk användning.

## Historia
Char B hade sina rötter i de specifikationer som drogs upp 1921 efter lärdomar från första världskriget. Med sin chassimonterade 75 mm haubits såg den också mer ut som en stridsvagn från detta krig än sina samtida motsvarigheter. Den första prototypen Char B stod färdig 1930 och vägde 25 ton. Fortsatt utveckling ledde 1935 fram till Char B1, som tillverkades i 34 exemplar fram till 1937. Senare kom ytterligare en variant, Char B1-bis med kraftigare pansar, nytt torn och kraftigare motor. Denna serietillverkades under åren 1937–1940. Av 1 144 beställda vagnar hann 369 levereras.
Char B1 utgjorde kärnan i det fåtal renodlade franska pansarförbanden. Även dessa kom dock i stora stycken att spridas ut i små grupperingar, i stället för att som de tyska vagnarna koncentreras till en sammanhängande styrka. Trots att Char B1, vagn för vagn, väl kunde mäta sig med sina för tiden tyska motsvarigheter slogs de därför ständigt i underläge.
Efter det franska nederlaget 1940 togs den i tjänst av tyskarna. Vissa användes i originalskick, andra modifierades till bandkanonvagnar eller försågs med eldkastare. Ett fåtal kom åter i fransk tjänst 1944-1945.

## Teknisk prestation
Att Char B1 hade sina rötter i första världskrigets tänkande märktes främst på den chassimonterade kanonen. Även om ett komplext styrsystem gjorde att vagnen snabbt kunde vridas mot sitt mål (vilket senare blev inspiration åt Sven Berge vid konstruktionen av stridsvagn 103) var detta även en nackdel, då denna var mer sårbar för mekaniska problem än jämförbara system. På många andra sätt var den en modern stridsvagn utrustad med sådana nymodigheter som självtätande bränsletankar, centralsmörjning av lagren och elektrisk startmotor. Den hade också ett kraftigt pansar, och relativt kraftig kanon som dock hade begränsad prestanda på grund av det korta eldröret.
Besättningen var utspridd i vagnen, vilket gjorde det svårt för dem att kommunicera sinsemellan. I själva tornet satt vagnschefen och ansvarade både för kulsprutan och kanonen samtidigt som han skulle observera omgivningen och bedöma stridssituationen samt ge order. 
En annan nackdel var att vagnens tekniska komplexitet gjorde att den krävde omfattande underhåll, och många vagnar gick sönder och fick överges innan de ens nått fronten.